# Julian Green
Julian Wesley Green, conhecido somente como Julian Green (Tampa, 6 de junho de 1995) é um futebolista norte-americano que atua como meio-campista. Atualmente joga pelo Greuther Fürth.

## Clubes
Filho de pai norte-americano e mãe alemã, Green foi criado na Alemanha desde os dois anos de idade após o divórcio dos pais. Foi emprestado ao Hamburgo para a temporada 2014-15.

## Seleção Nacional
Integrou as categorias inferiores da Seleção Alemã. Por possuir dupla nacionalidade, optou por defender a Seleção dos Estados Unidos convencido pelo treinador Jürgen Klinsmann. Estreou pela seleção principal em 3 de abril de 2014 em partida amistosa contra o México.
Convocado para a Copa do Mundo FIFA de 2014, marcou um gol na partida das oitavas de final contra a Bélgica.

## Títulos

### Bayern de Munique
- Supercopa da Alemanha: 2016